# Szent Miklós-fatemplom (Tomnatek)
A Szent Miklós-fatemplom műemlékké nyilvánított épület Romániában, Hunyad megyében. A romániai műemlékek jegyzékében a  HD-II-m-B-03466 sorszámon szerepel.